# Trent Woods (Caroline du Nord)
Trent Woods est une ville américaine située dans le comté de Craven dans l'État de Caroline du Nord. En 2010, sa population était de 4 155 habitants.

## Démographie
| 1960 | 1970 | 1980  | 1990  | 2000  | 2010  |
| ---- | ---- | ----- | ----- | ----- | ----- |
| 517  | 719  | 1 177 | 2 366 | 4 192 | 4 155 |

## Source de la traduction
- (en) Cet article est partiellement ou en totalité issu de l’article de Wikipédia en anglais intitulé « Trent Woods, North Carolina » (voir la liste des auteurs).